# Kozhikode
Kozhikode (Malayalam കോഴിക്കോട pronuncia [koːɹikkoːɖ]), conosciuta anche come Calicut, è una città dello stato federato indiano del Kerala, nonché capoluogo del distretto di Kozhikode. Fu prima capitale di un antico regno, e in seguito capoluogo del distretto del Malabar.

## Origine del nome
La parola Calicut è la versione anglicizzata del termine Qāliqūṭ, nome utilizzato dagli arabi per indicare questa città. Il nome deriva da quello della dea Kālī: l'etimo è condiviso da un altro importante centro di venerazione della dea, Calcutta, sulla costa orientale della penisola indiana. Tradizionalmente legata al commercio, Calicut aveva forti legami commerciali con la penisola di Amercan; a causa della difficile pronuncia retroflessa della zh (simbolo IPA ɻ), il nome originale è stato mutato in Calicut, di più semplice pronuncia. Nel 1991, quando il governo decise di ristabilire gli antichi nomi delle città, Calicut cambiò nuovamente nome, diventando l'attuale Kozhikode.

## Storia
I porti della costa del Malabar erano i principali punti di esportazione delle spezie, nonché della seta (una ramificazione della via della seta passava attraverso il Malabar). Nel Trecento, Kozhikode era uno dei nodi nevralgici del commercio sulla costa del Malabar, ed era governata da sovrani indipendenti chiamati Samoothirippadu (spesso anglicizzato in Zamorin), così Calicut era conosciuta anche col nome di Città degli Zamorin.
Durante il Cinquecento, i portoghesi, dopo l'arrivo di Vasco da Gama, occuparono sia la zona a nord, con la città di Kannur, sia la zona a sud della città, dove sorgeva Cochin, mentre Calicut mantenne, in quel momento, la sua indipendenza. Successivamente, il sovrano di Calicut decise di allearsi con gli olandesi, a quell'epoca rivali dei portoghesi per il controllo del Malabar: fu la fine dell'indipendenza della città, che ben presto sarebbe caduta in mano agli stessi olandesi. Nel 1766, Hyder Ali, del regno di Mysore, conquistò gran parte della costa del Malabar settentrionale, entrando così in conflitto con gli inglesi, i quali controllavano la costa orientale con Madras, dando così inizio alle quattro guerre anglo-mysore; al termine della terza guerra, nel 1792, il sultano dovette cedere all'Impero britannico sia la città che i distretti circostanti, che furono accorpati nel nuovo distretto del Malabar britannico.
Dopo l'indipendenza dell'India, nel 1947, il territorio entrò a far parte dello Stato di Madras; nel 1956, si scelse di suddividere gli stati indiani in base alla diffusione delle varie lingue locali: il distretto del Malabar, che parlava la lingua malayalam, fu accorpato allo Stato di Travancore-Cochin (Thiru-Cochin), per formare il nuovo Stato del Kerala. Successivamente, per semplificare l'amministrazione della zona, il grande distretto fu suddiviso negli attuali distretti di Kannur, Kozhikode e Palakkad.

## Geografia fisica

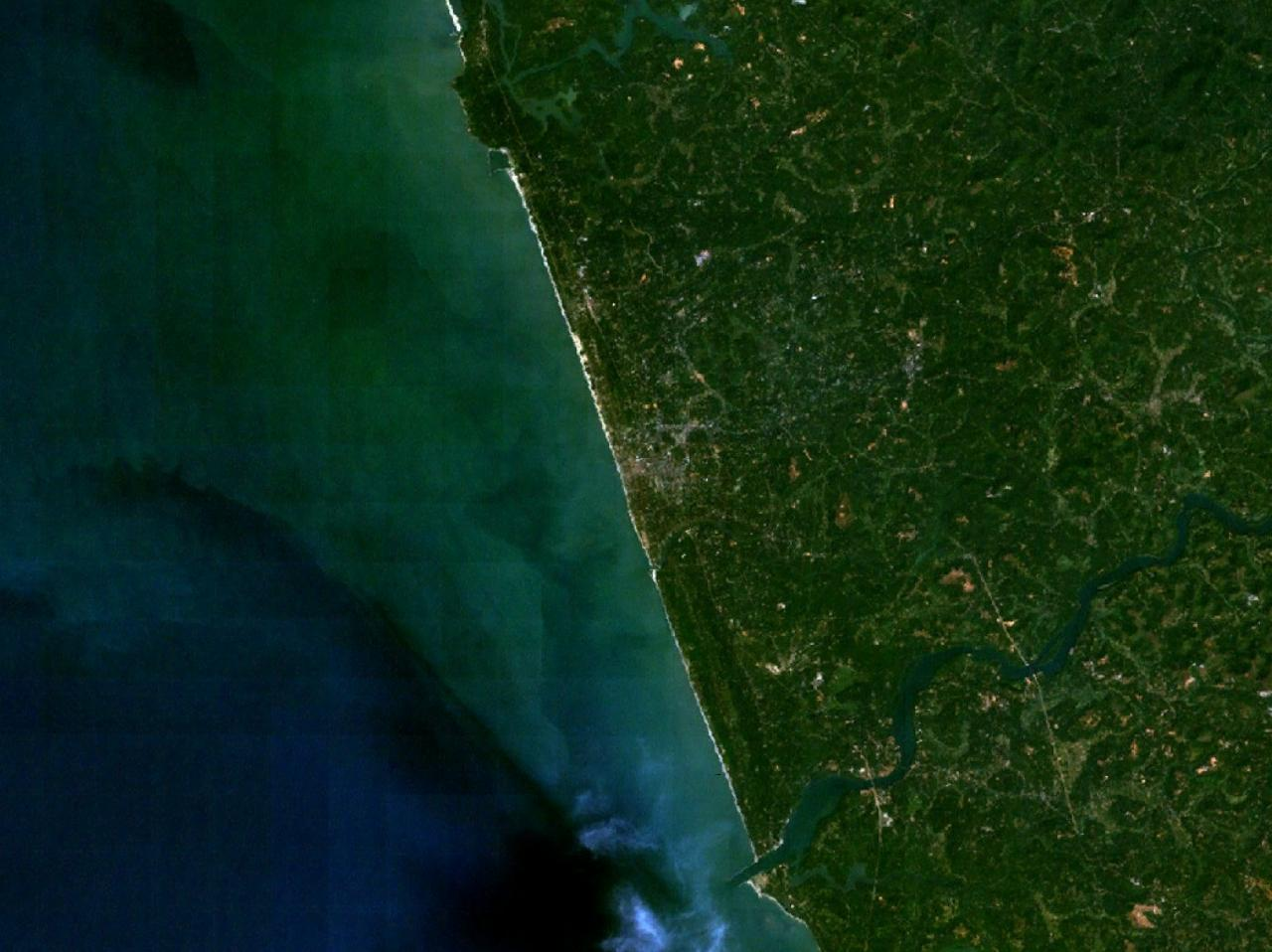
La città di Kozhikode vista dal satellite

Kozhikode sorge in riva al Mare Arabico; il suo territorio è pianeggiante e le sue coste sono basse e sabbiose in gran parte. Il clima è tropicale monsonico: nel mese di giugno, spira il monsone di sud-ovest, che porta abbondanti precipitazioni fino a settembre; dal mese di ottobre, il monsone di ritorno, proveniente da nord-est, apporta altre piogge meno intense, con frequenti temporali. Da novembre inizia la stagione secca, che da febbraio a maggio vede un progressivo aumentare delle temperature, fino a superare i 35 °C. La temperatura massima più alta mai registrata in città fu 39,4 °C, nel marzo del 1975; la minima più bassa fu invece registrata il 26 dicembre del 1975, quando scese a 14 °C.

## Società

### Evoluzione demografica
Dal censimento del 2001, è risultato che la città di Kozhikode aveva una popolazione di 436.530 abitanti, di cui il 49% maschi (211.785) e il 51% femmine (224.742). I bambini di età inferiore o uguale ai sei anni assommavano a 49.472, dei quali 25.287 maschi e 24.185 femmine. Infine, coloro che erano in grado di saper almeno leggere e scrivere erano 365.657, dei quali 180.564 maschi e 185.093 femmine.
Il tasso di alfabetizzazione è dell'84%, all'incirca in sintonia con quello dello Stato del Kerala, ma decisamente più elevato di quello nazionale indiano, che si attesta al 59,5%. Il rapporto tra maschi e femmine per quanto riguarda l'alfabetizzazione, è rispettivamente dell'85% e dell'82%. In città, l'11% della popolazione è al di sotto dei 6 anni. In base al numero di abitanti la città rientra nella classe I (da 100.000 persone in su).
Gli Hindu costituiscono la maggior parte della popolazione residente, seguita dai musulmani (conosciuti qui col nome di Malippas) e da alcune comunità cristiane. La cucina tipica, influenzata dalla presenza dei Malippas, è particolarmente ricca, a differenza dei quella della maggior parte del Kerala. Il calcio è particolarmente seguito.

## Mezzi di comunicazione di massa
Kozhikode vanta una lunga tradizione giornalistica: il primo quotidiano infatti fu stampato nel 1880, e portava il titolo di Kerala Pathrika; dopo il 1893, si aggiunsero pure altre testate, come Keralam, Kerala Sanchari e Bharath Vilasam. In città ha sede pure uno dei giornali in Malayalam più conosciuti, il Mathrubhumi.

La prima stazione radio fu la All India Radio, che iniziò a trasmettere dal 14 maggio 1950, a cui si aggiunse, il 3 luglio 1984, una stazione televisiva.

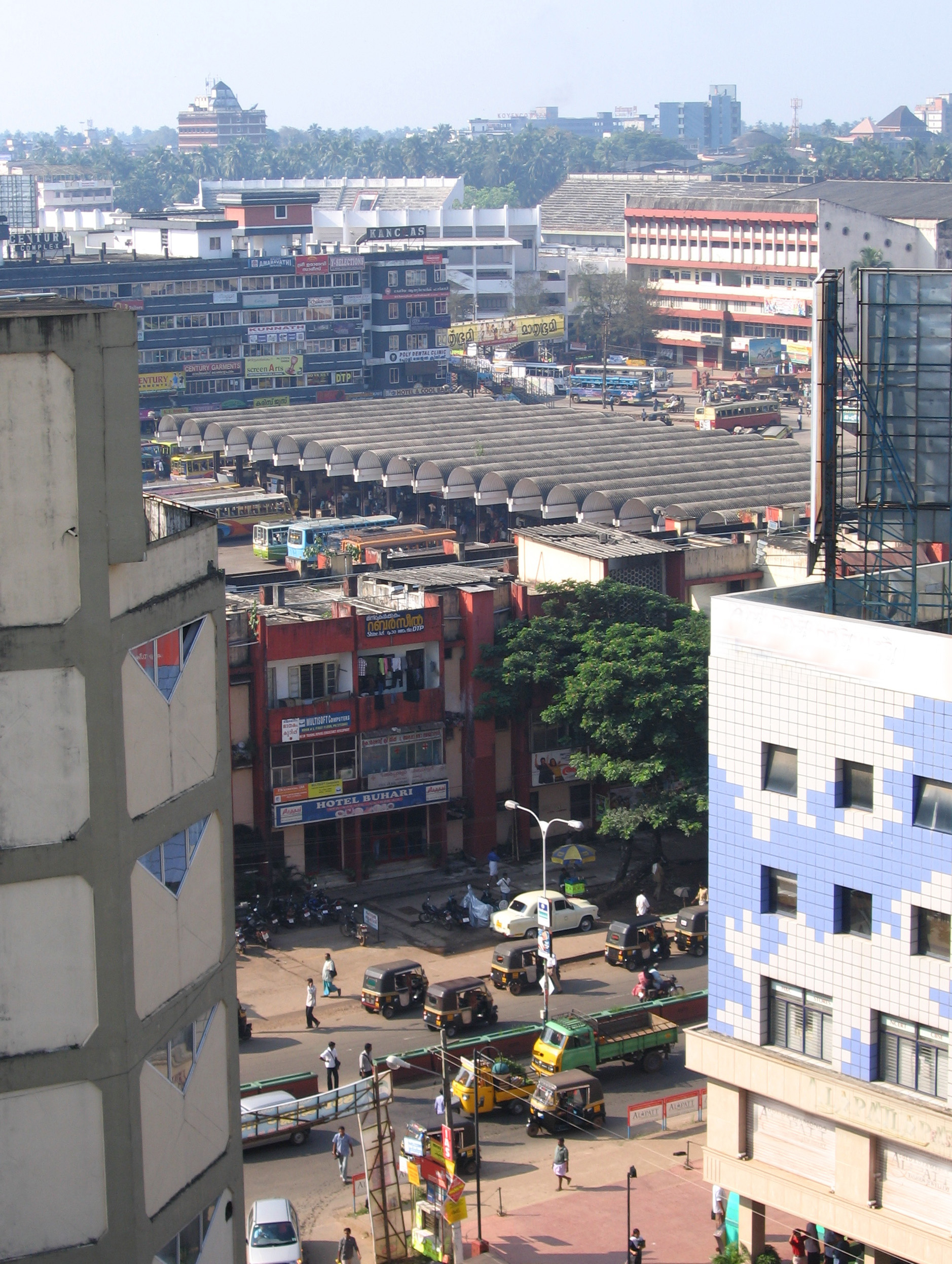
Kozhikode Mavoor Road Bus Stand

## Infrastrutture e trasporti
La città è servita dall'Aeroporto Internazionale di Calicut.